# Vescomtat de Bosch-Labrús
El vescomtat de Bosch-Labrús és un títol nobiliari espanyol creat el 25 de novembre de 1926 pel rei Alfons XIII a favor de Pere Bosch-Labrús i Blat pels mèrits del seu pare Pere Bosch i Labrús.

## Vescomtes de Bosch-Labrús
|                         | Titular                                   | Període                 |
| Creació per Alfons XIII | Creació per Alfons XIII                   | Creació per Alfons XIII |
| ----------------------- | ----------------------------------------- | ----------------------- |
| I                       | Pere Bosch-Labrús i Blat                  | 1926-1936               |
| II                      | Maria del Roser Bosch-Labrús i Reig       | 1936-1982               |
| III                     | Lluís de Castellví i Bosch-Labrús         | 1982-2001               |
| IV                      | Lluís Manuel de Castellví i Suárez-Rivero | 2003-actual titular     |

## Història dels Vescomtes de Bosch-Labrús
Pere Bosch-Labrús i Blat (.-1936), I vescomte de Bosch-Labrús.
1. Es va casar amb Raimunda Reig i Vilardell. El va succeir la seva filla:

María del Roser Bosch-Labrús i Reig, II vescomtessa de Bosch-Labrús.
1. Es va casar amb Manuel de Castellví i Feliu. El va succeir el seu fill:

Lluís de Castellví i Bosch-Labrús (1921-2001), III vescomte de Bosch-Labrús.
1. Es va casar amb María José Suárez-Rivero y Méndez-Núñez. El va succeir, en 2003, el seu fill:

Lluís Manuel de Castellví i Suárez-Rivero (1956-), IV vescomte de Bosch-Labrús.
1. Es va casar amb Beatriz Laukamp i Alacid.